# 小行星17062
小行星17062（17062 Bardot）是一颗绕太阳运转的小行星，为主小行星带小行星。该小行星于1999年4月10日发现。

## 轨道参数
小行星17062的轨道半长轴为3.1452360 UA，离心率为0.032。